# Каменнобродское сельское поселение
Каменнобро́дское се́льское посе́ление — муниципальное образование в составе Ольховского района Волгоградской области.
Административный центр — село Каменный Брод.

## История
Каменнобродское сельское поселение образовано 24 декабря 2004 года в соответствии с Законом Волгоградской области № 978-ОД.

## Население
| 2010 | 2012 | 2013 | 2014 | 2015 | 2016 | 2017 |
| ---- | ---- | ---- | ---- | ---- | ---- | ---- |
| 578  | ↘550 | ↗558 | ↘537 | ↘534 | ↘526 | ↘515 |
| 2018 | 2019 | 2020 | 2021 |      |      |      |
| ↘513 | ↘503 | ↘489 | ↘479 |      |      |      |

## Состав сельского поселения
| № | Населённый пункт | Тип населённого пункта       | Население |
| - | ---------------- | ---------------------------- | --------- |
| 1 | Госконюшня       | посёлок                      | 12        |
| 2 | Каменный Брод    | село, административный центр | 414       |
| 3 | Михайловка       | село                         | 152       |